# Odessa (Teksas)
Odessa je grad u američkoj saveznoj državi Teksas. Prema popisu stanovništva iz 2010. u njemu je živjelo 99.940 stanovnika.